# Căuașd
Căuașd – wieś w Rumunii, w okręgu Bihor, w gminie Tulca. W 2011 roku liczyła 494 mieszkańców.